# La Rotonda dei bagni Palmieri
La Rotonda di Palmieri è un dipinto a olio su tavola del pittore macchiaiolo Giovanni Fattori, realizzato nel 1866 e conservato alla Galleria d'Arte Moderna presso palazzo Pitti, a Firenze.

## Descrizione

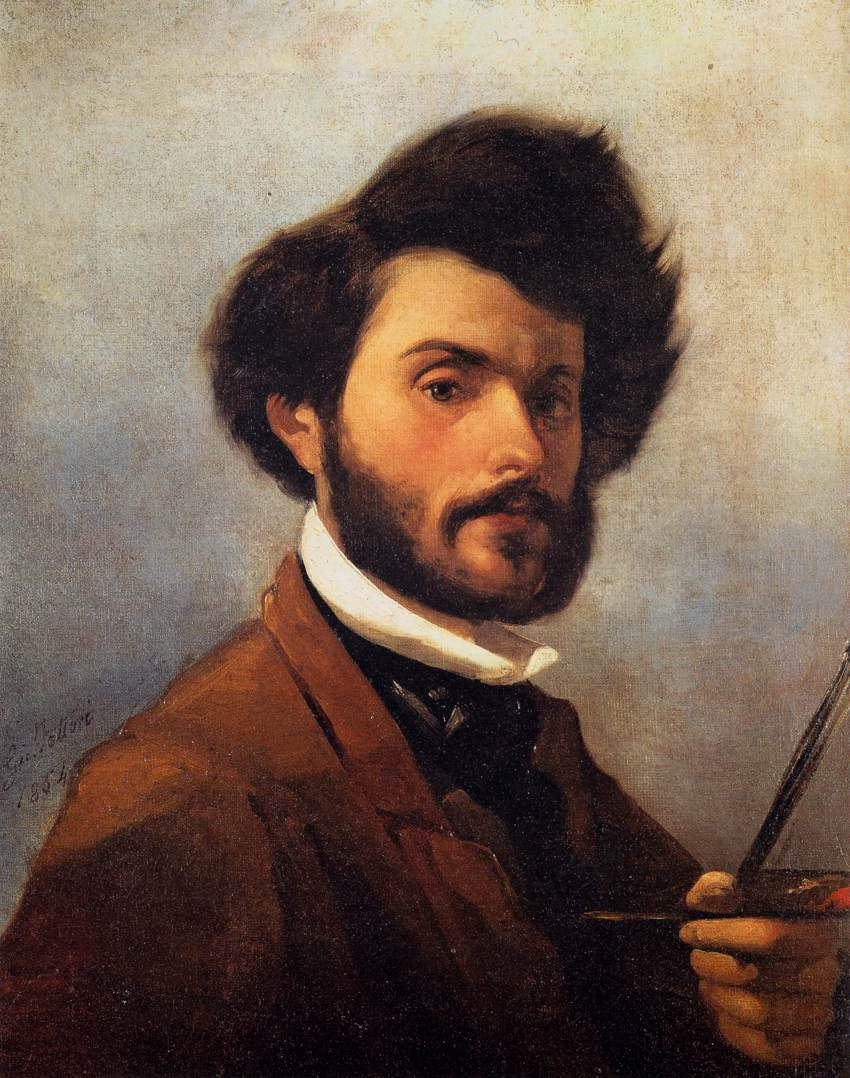
Giovanni Fattori, Autoritratto (1854); olio su tela, 59×47 cm, palazzo Pitti, Firenze

La scena è ambientata sulla rotonda dello stabilimento balneare di Palmieri, sul lungomare di Livorno, lungo quel litorale tanto amato dai pittori macchiaioli. Qui, all'ombra di un tendone giallo ocra, sono collocate sette donne benestanti - probabilmente borghesi - che fanno i bagni d'aria al mare, così com'era consuetudine al tempo: alle signore «per bene», infatti, non si addiceva mostrarsi in costume da bagno. Le sette dame, infatti, indossano tutte cappellini e lunghe gonne coperte da mantelline: quest'abbigliamento lascia presumere che la scena si ambienti in primavera o autunno, e non in una torrida giornata estiva. Ciascuna delle donne è colta in un diverso atteggiamento, in una sorta di ritmico andamento: una di loro, infatti, contempla il mare, un'altra è rivolta verso l'osservatore, e un'altra ancora è raffigurata di profilo. Malgrado non possiamo riconoscere i volti delle figure effigiate nel dipinto, di fatto prive di lineamenti, è presumibile pensare che fra di loro ci sia anche Settimia Vannucci, la giovane moglie del pittore poi stroncata prematuramente da una grave affezione tubercolare.
La luce, l'acqua e l'atmosfera danno un senso di vivacità e immediatezza, ma in realtà alla base dell'opera si trova una lenta meditazione sul lavoro e uno studio attento, come si evince dai numerosi disegni preparatori che mostrano ripensamenti, osservazioni dal vivo, cambiamenti e rielaborazioni in studio. Si pensa, addirittura, che il quadretto su cui è stata dipinta l'opera sia stata ricavata dal coperchio di una scatola di sigari. La firma del pittore, infine, è apposta sul margine destro dell'opera: «Gio. Fattori 1866».

## Tecnica
Il dipinto, caratterizzato da un formato orizzontale allungato, può essere nettamente suddiviso in fasce di colore sovrapposte, tra di loro accostate per assonanza (colore caldo con colore caldo) o per dissonanza (colore caldo con colore freddo): quest'incastro serrato di macchie era una prassi assai diffusa tra i Macchiaioli e impiegata per suggerire il senso di vastità dell'orizzonte. L'impostazione del dipinto, pertanto, è descritta dai vari rapporti cromatici che si articolano secondo la seguente successione: partendo dal basso riconosciamo l'ocra della parte ombrosa della rotonda, il giallo della parte soleggiata, l'azzurro intenso dello specchio d'acqua (talora increspato dal bianco della spuma delle onde), il bruno del promontorio digradanti verso il mare, l'azzurro grigiastro del cielo abbagliato e l'arancio acceso del tendaggio. In questo contesto si collocano le sette donne, che si accalcano al centro stagliandosi contro il cielo retrostante, nitide come silhouette.
Sotto il profilo tecnico l'opera è uno delle più significative per comprendere i tratti distintivi della pittura macchiaiola. Fattori, infatti, rinnega il tradizionale chiaroscuro per definire i volumi e le distanze e, impiegando pennellate veloci, larghe e piatte, accosta più macchie di colori puri di tonalità diversa, non mischiati fra loro. La sintassi rigorosa adottata da Fattori ha portato alcuni critici a paragonare i suoi paesaggi con quelli di Masaccio o del Beato Angelico.